# Короли льда
«Короли льда» (фр. Les Pee-Wee 3D: L'hiver qui a changé ma vie) — канадский спортивный фильм-драма 2012 года. Первый фильм Квебека в 3D.

## Сюжет
После смерти матери Жано вместе с отцом переезжает в небольшой городок в Квебеке Мон-Сен-Илер. Парень великолепно играет в хоккей — это замечает его новая соседка Джули, которая является вратарём местной хоккейной команды «Рыси» («Lynx»). Джули приглашает Жано в свою команду. Несмотря на все отговорки мальчика, он, всё же, становится членом «Рысей». В новом коллективе для Жано быстро находятся недоброжелатели. Команде предстоит немало трудностей, чтобы одолеть всех соперников и выйти в финал, где противником окажется российская команда «Медведи». Лишь вера в себя и настоящая поддержка и помощь друзей помогут Жано и его команде выиграть юниорский чемпионат.

## В ролях
- Антуан-Оливье Пилон — Жано Трудель
- Элис Морель-Мишо — Джули Морно
- Реми Гуле — Джо Буле
- Норманд Дано — Карл Трудель, папа Жано
- Эдит Кокрейн — Сильви Морно, мама Джули
- Гэбриел Вердье — Эрик
- Тома Дерасп-Верж — Алекс
- Уильям Монетт — Джимми
- Ги Надон — Майк Бейкер, тренер команды «Рыси»
- Клод Лего — Люк Буле, папа Джо
- Софи Прегент — Лайн Буле, мама Джо
- Бобби Бешро — Фрэнк
- Жан-Франсуа Бодро — Жилль
- Виталий Макаров — Виктор Карпов, тренер команды «Медведи»